# Trox mutsuensis
Trox mutsuensis is een keversoort uit de familie beenderknagers (Trogidae). De wetenschappelijke naam van de soort is voor het eerst geldig gepubliceerd in 1937 door Nomura.